# USATF Classic
Pour les articles homonymes, voir US Open.
L’U.S. Open est une compétition d'athlétisme en salle qui se déroule chaque année depuis 2012 à New York, aux États-Unis. Il s'agit de la première étape du World Indoor Meetings, série de meetings « indoor » organisée par l'IAAF. Installé dans le Madison Square Garden, il remplace le meeting des Millrose Games qui y était organisé jusqu'en 2011.

## Records du meeting

### Hommes
| Épreuve         | Record        | Athlète           | Nationalité | Date | Réf. |
| --------------- | ------------- | ----------------- | ----------- | ---- | ---- |
| 50 m            | 5 s 64        | Asafa Powell      | Jamaïque    | 2012 |      |
| Mile            | 4 min 00 s 65 | Silas Kiplagat    | Kenya       | 2012 |      |
| 50 m haies      | 6 s 45        | Terrence Trammell | États-Unis  | 2012 |      |
| Saut en hauteur | 2,28 m        | Jesse Williams    | États-Unis  | 2012 |      |
| Lancer du poids | 21,16 m       | Ryan Whiting      | États-Unis  | 2012 |      |

### Femmes
| Épreuve          | Record        | Athlète                 | Nationalité | Date | Réf. |
| ---------------- | ------------- | ----------------------- | ----------- | ---- | ---- |
| 50 m             | 6 s 08        | Veronica Campbell-Brown | Jamaïque    | 2012 |      |
| 800 m            | 2 min 07 s 54 | Fantu Magiso            | Éthiopie    | 2012 |      |
| Mile             | 4 min 34 s 62 | Brenda Martinez         | États-Unis  | 2012 |      |
| 50 m haies       | 6 s 78        | Lolo Jones              | États-Unis  | 2012 |      |
| Saut à la perche | 4,52 m        | Jillian Schwartz        | Israël      | 2012 |      |